# Jacques Demy
Jacques Demy (Pontchâteau, 5 de juny de 1931 - París, 27 d'octubre de 1990) fou un director de cinema francès amb un estil molt singular. Fou també guionista,  productor i actor.
Amb la idea de crear un cinema musical pròpiament francès, en franca competició amb el cinema musical estatunidenc, Demy realitzà alguns films memorables com Les Parapluies de Cherbourg, Les Demoiselles de Rochefort, Une chambre en ville, Peau d'âne. Els seus films, malgrat ésser molt coloristes i donar protagonisme a la música, descriuen sovint un rerefons obscur on les convencions socials s'imposen sobre els desitjos dels personatges.
Col·laborà estretament amb el compositor Michel Legrand. Es va casar amb la també realitzadora Agnès Varda.

## Filmografia

### Curtmetratges
- 1955: Le Sabotier du val de Loire
- 1957: Le Bel Indifférent
- 1958: Musée Grévin
- 1958: La Mère et l'Enfant
- 1959: Ars

### Llargmetratges
- 1961: Lola
- 1962: Les Sept Péchés capitaux, sketch de La Luxure
- 1963: La Baie des Anges
- 1964: Les Parapluies de Cherbourg
- 1967: Les Demoiselles de Rochefort
- 1968: Estudi de models (Model Shop)
- 1970: Peau d'Âne
- 1972: Le Joueur de flûte (The Pied Piper ou The Pied Piper of Hamelin)
- 1973: L'Événement le plus important depuis que l'homme a marché sur la Lune
- 1978: Lady Oscar
- 1982: Une chambre en ville
- 1985: Parking
- 1988: La Table tournante
- 1988: Tres entrades per al 26 (Trois places pour le 26)

### Telefilms
- 1980: La Naissance du jour

## Premis
- 1964: Palma d'Or del Festival Internacional de Cinema de Canes per Les Parapluies de Cherbourg